# Estadi Tengiz Burjanadze
L'Estadi Tengiz Burjanadze és un estadi multiusos a Gori, Geòrgia. S'utilitza principalment per a partits de futbol i és l'estadi local del Dila Gori . L'estadi té capacitat per a 5.000 persones.
És un estadi de categoria 2 de la UEFA i rep el nom del jugador de futbol Tengiz Burjanadze, un històric ex-jugador del Dila de finals dels anys seixanta.
Abans del Campionat d'Europa sub-19 de la UEFA de 2017, l'estadi va ser sotmès a una renovació exhaustiva que va costar al voltant d'1.350.000 laris. Després de la instal·lació de cadires individuals, la seva capacitat inicial de 8.500 espectadors es va reduir a 5.000.
L'estadi l'utilitzen sovint els equips juvenils georgians. El 2017, els sub-19 hi van celebrar els seus tres partits del campionat europeu.

## Galeria

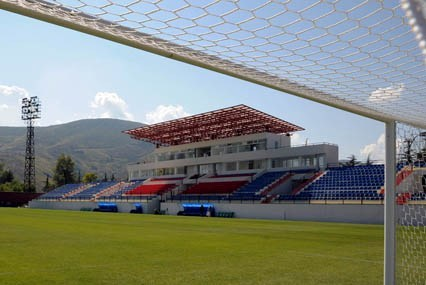
Tribuna Oest
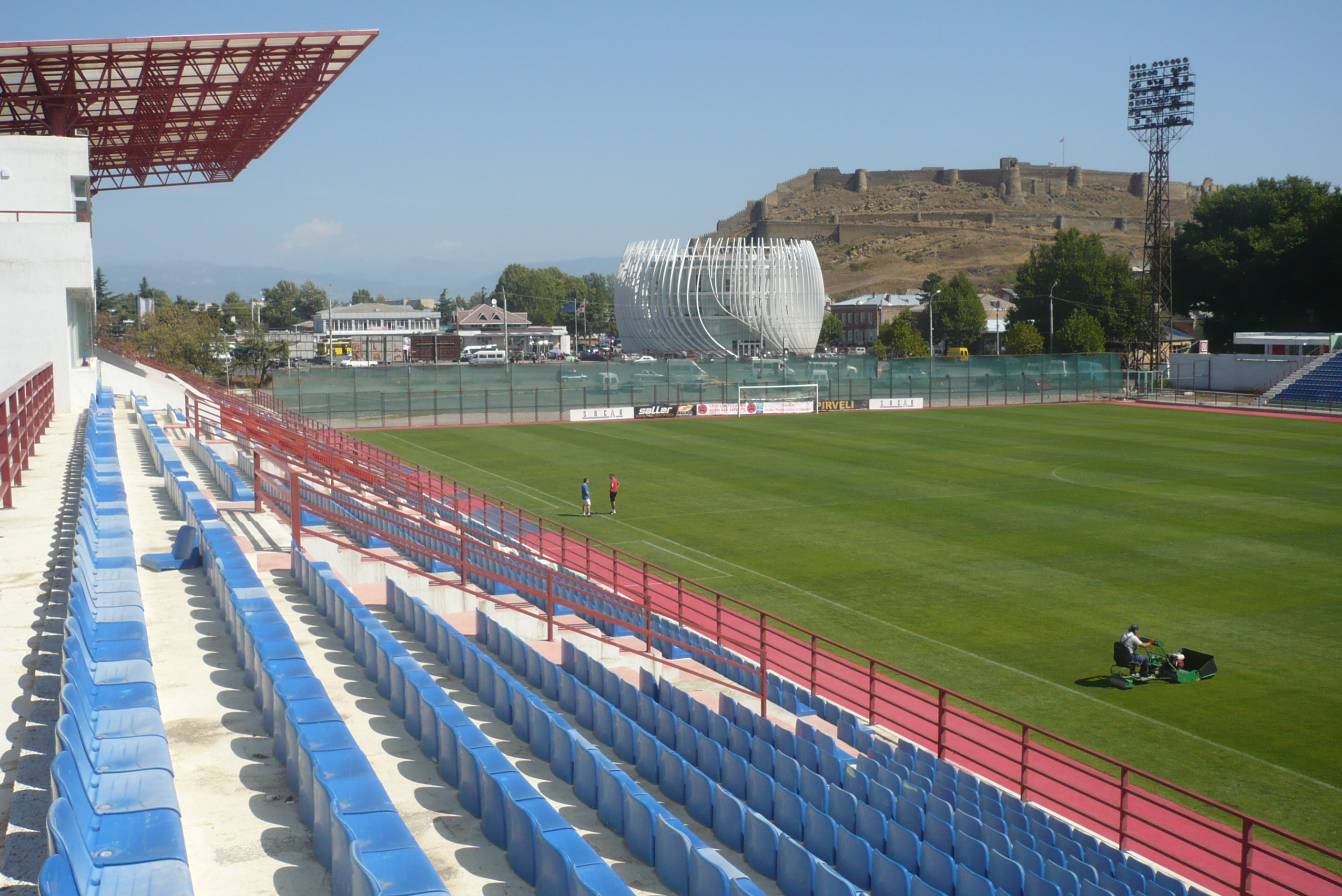
Tribuna Oest
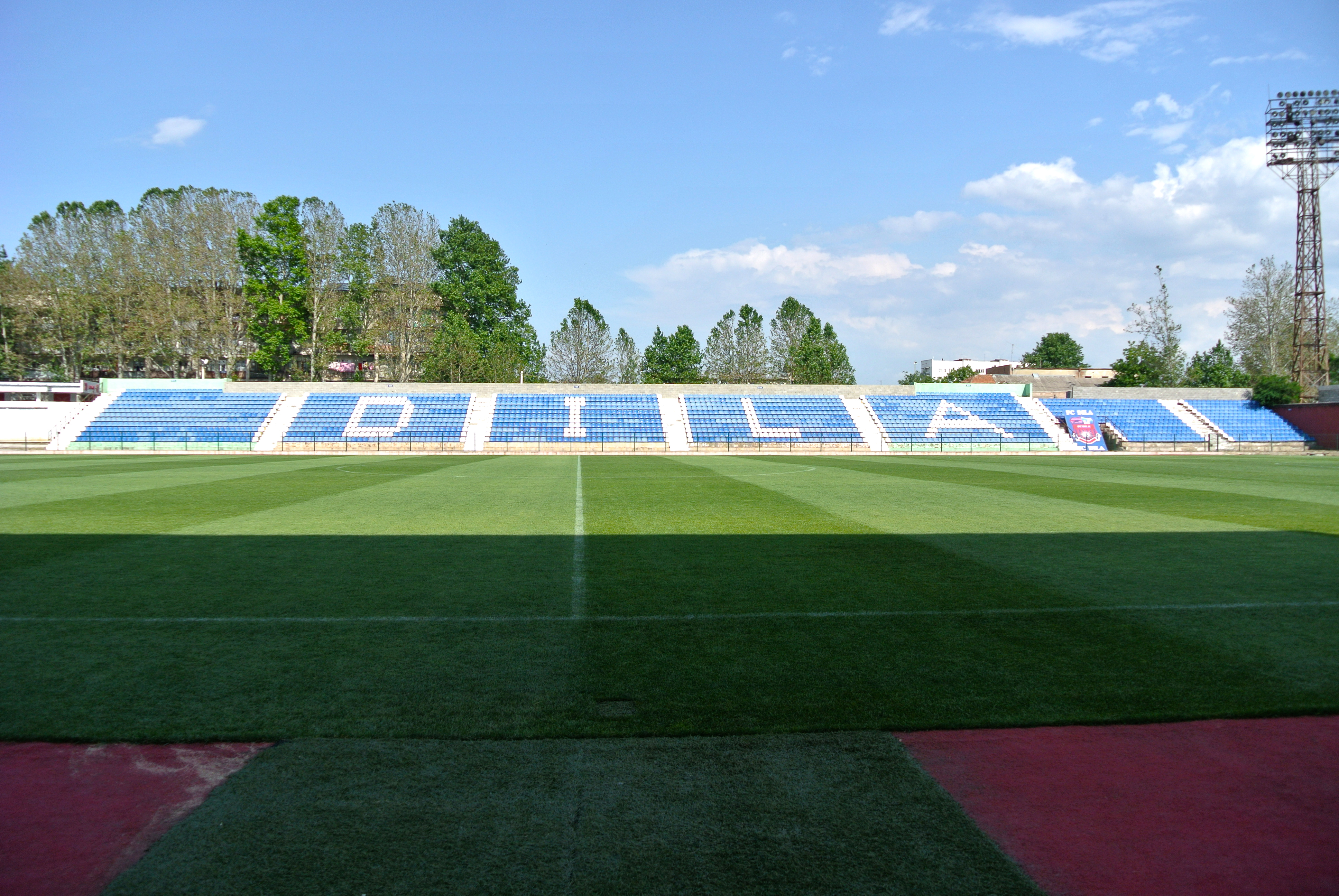
Tribuna Est